# 久世通式
久世 通式（くぜ みちのり）は、江戸時代前期の公家。権大納言・久我敦通の子。久世通武と誤写されている文書も多い。

## 経歴
久我家19代・敦通の次男通式を初代とする京都久世家は村上源氏の流れを組む羽林家の公家である。久我家から分岐した公家諸家としては、久世家の他に中院、六条、岩倉、千種、東久世、梅渓、愛宕、植松の8家がある。
通式が久我家から分家して久世家を興した時期は明確でないが、通式は元和5年（1619年）10月に所領として山城国乙訓郡下久世村において二百石を新知されている。
通式が肥後藩主細川忠興の長男細川忠隆（廃嫡後は長岡休無）の三女福姫（1609年-1635年）を正室にした由縁で、福姫死後も助成米が細川家から送られている。また細川忠隆死去にあたりその遺志として、子の通俊に助成米として年百石が贈られるようになった。
久世通式以後は、通式－通俊－通音と続き、現在まで22代続く。代々近衛府の役に任じられ、通夏以後はいずれも権大納言に昇進。明治後に子爵。
膨大な山城国京都久世家文書が明治大学などに残され、国文学研究資料館などで研究されている。

## 系譜
- 父：久我敦通（1565-1625）
- 母：不詳
- 正室：福姫 - 細川忠隆の三女
- 生母不明の子女
  - 男子：久世通俊